# Vila fortificada de Morellàs
La Vila fortificada de Morellàs, o Castell de Morellàs, és la cellera fortificada, medieval d'estil romànic del poble de Morellàs, del terme comunal de Morellàs i les Illes, a la comarca del Vallespir, de la Catalunya del Nord.
Envoltava la totalitat de la cellera del poble, a l'entorn de l'església parroquial de Sant Esteve.

## Història

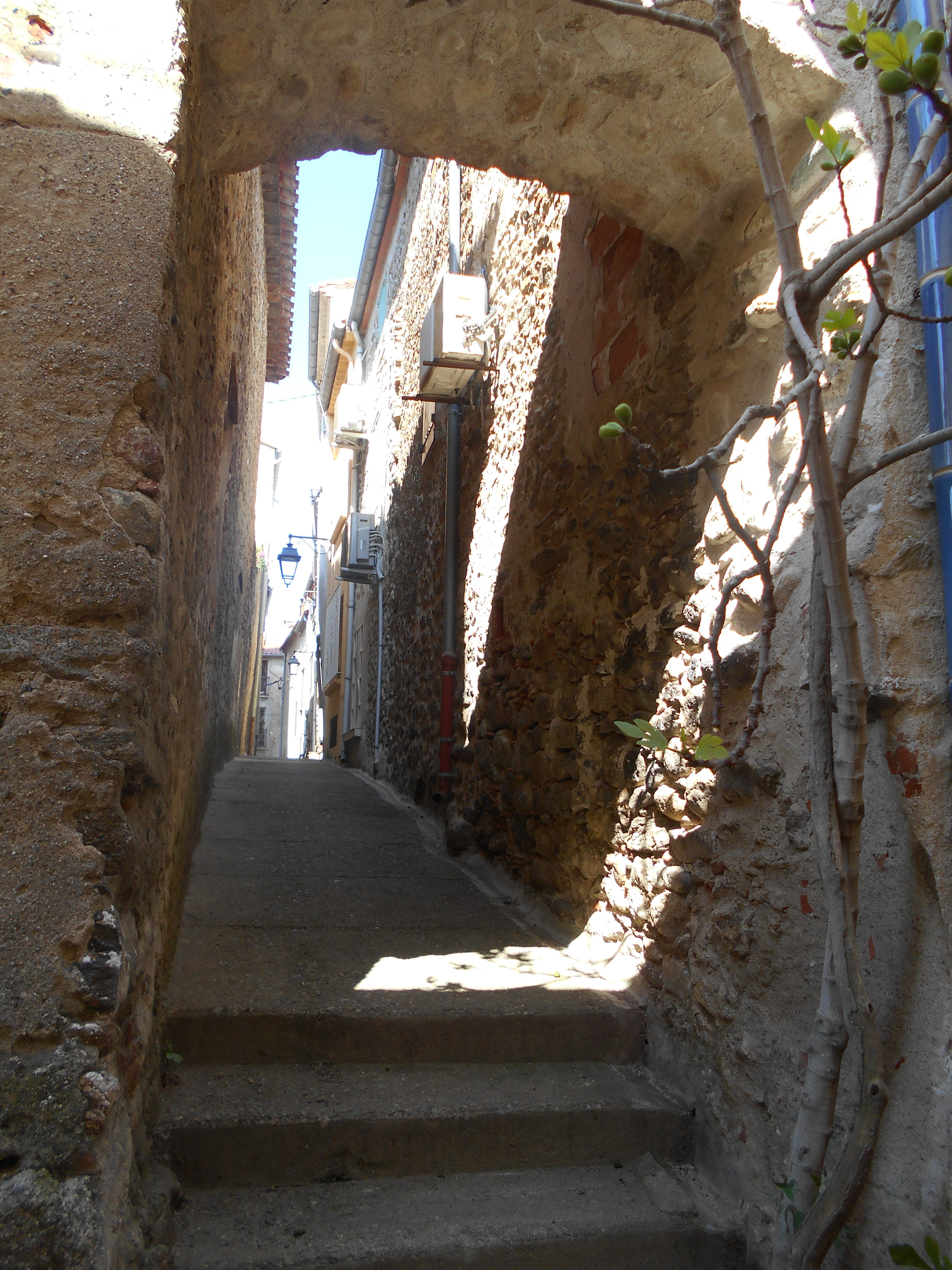
El carrer del Castell, centre de la Vila fortificada

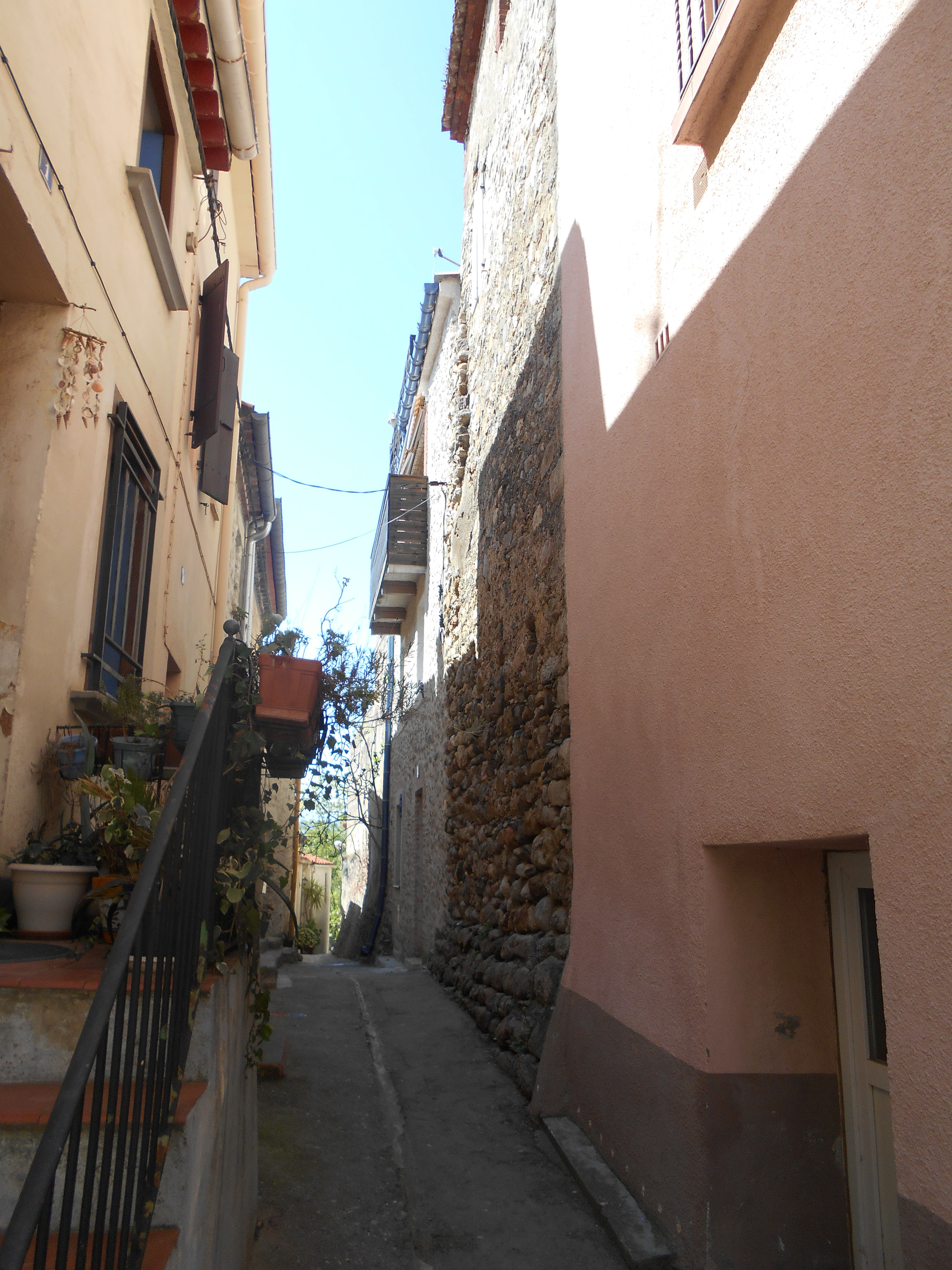
Restes de muralles al carrer de la Figuera

El lloc de Maurelianum és esmentat des del 1011, i des del 1147 consta un senyor del lloc, Ramon de Morellàs. La vila fortificada o castell apareix el 1299, data a partir de la qual surt esmentada més d'una vegada. En el regnat de Jaume II de Mallorca està documentada la senyoria de Morellàs en mans dels germans Arnau i Simó de Llupià. Al cap de poc, el fill d'Arnau, de nom també Arnau, fou desposseït de la senyoria per Pere III el Cerimoniós, qui l'atribuí a Miquel Pere de Sapata i a Jordà Pere d'Urries. El 1361 m'esdevingueren senyors els Santmartí, després que el senyor anterior, Dalmau de Santapau, establís en testament que la senyoria del lloc fos venuda al millor postor, per tal de deixar un llegat monetari substanciós a la seva muller. En aquest testament, de descripció molt precisa, es veu clarament que l'antiga cellera de Morellàs havia esdevingut castell de la senyoria del lloc.
El 1382 les jurisdiccions alta i baixa de Morellàs foren venudes al vescomte de Rocabertí, Felip Dalmau I de Rocabartí, el fill del qual, Jofre VI de Rocabertí, venia el 1393 el Castell de Morellàs al burgès de Perpinyà Joan Fabre. Tanmateix, anys més tard la senyoria torna a constar en mans dels Santmartí. El darrer senyor de Morellàs conegut era el prìncep Alexandre de Montbarey, que fou ministre de Lluís XVI i emigrà, a ran de la Revolució Francesa, l'agost del 1789.

## El conjunt murallat

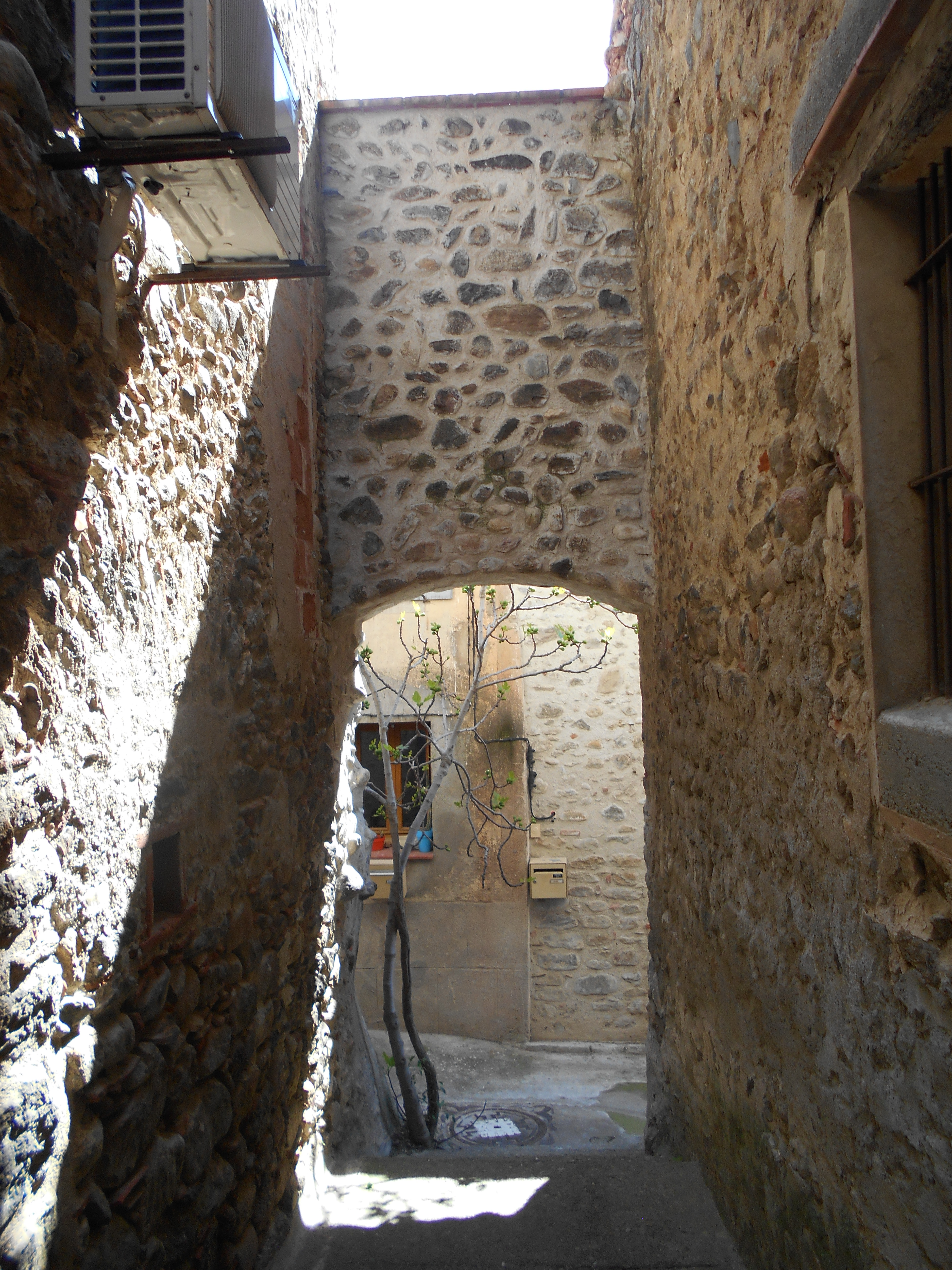
Porta del carrer del Castell, part de dins

Es tracta d'una obra datable ja al segle xiii, de la qual romanen algunes restes, a part de les quan han romàs ocultes a l'interior de les cases del lloc. La plaça mirador de davant de l'església, entre el temple i la muralla, encara rep el nom avui dia de Plaça del Castell, així com el carrer del costat est de l'església, Carrer del Castell. Tot a l'entorn, diversos carrers mostren l'entorn del vell recinte murallat: Plaça de la República (Plaça Major) - Carrer de les Escales - Carrer d'Affre - Avinguda del Vallespir - Carrer de la Figuera. S'hi troben diversos llenços de la muralla, fragments amb espitlleres conservades, cantonades amb bells carreus escairats, etc, són les mostres que permeten de retrobar el vell recinte del castell o vila fortificada de Morellàs. Es tracta, sens dubte, d'una cellera nascuda a l'entorn de l'església parroquial de Sant Esteve, esdevinguda vila closa i castell dels senyors del lloc.